# Лангенталь (Хунсрюк)
Лангенталь (нем. Langenthal) — община в Германии, в земле Рейнланд-Пфальц. Входит в состав района Бад-Кройцнах. Подчиняется управлению Бад Зобернхайм. Занимает площадь 2,71 км². Первое упоминание относится к 1322 году.

## Население
Население составляет 97 человек (на 31 декабря 2009 года).
На 31 декабря 2010 — 92 человека.
| Год  | Численность | Численность |
| ---- | ----------- | ----------- |
| 1975 | 136         | [ 5 ]       |
| 2017 | 94          | [ 2 ]       |
| 2019 | 93          | [ 6 ]       |
| 2021 | 84          | [ 7 ]       |
| 2022 | 85          | [ 8 ]       |
| 2023 | 82          | [ 3 ]       |